# 스미스섬 (사우스셰틀랜드 제도)

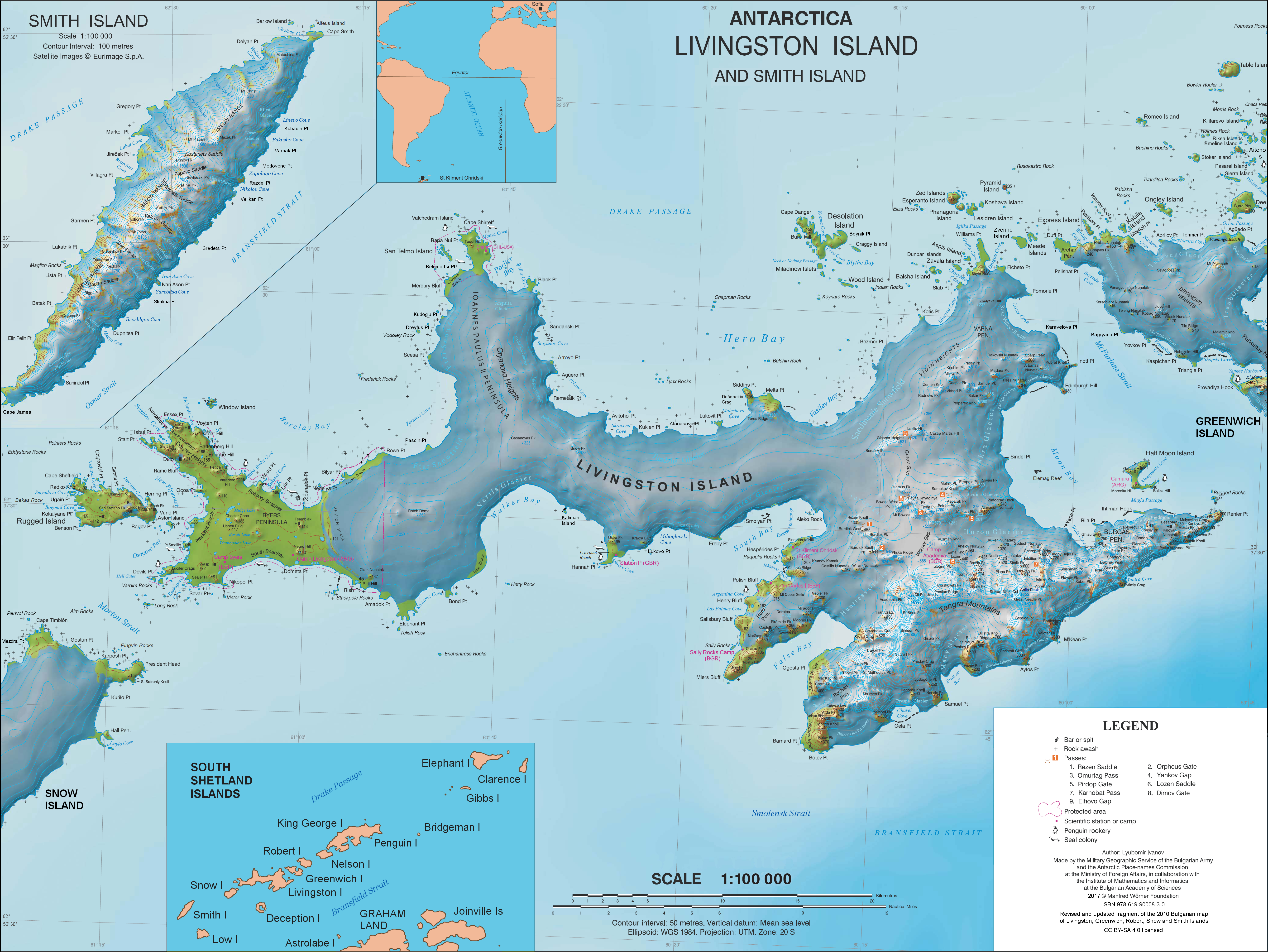
리빙스턴섬과 스미스섬의 지형도.

스미스섬(영어: Smith Island)은 사우스셰틀랜드 제도의 섬으로, 디셉션섬 서쪽 72km의 영국령 남극 지역에 위치해 있다.

## 같이 보기
- 사우스셰틀랜드 제도
- 남극의 영유권 주장 목록